# Paunell
Die Paunell (kleine Pau, auch Paunelle, Pounell oder Ponnell genannt) ist einer der Aachener Bäche, die durch die Altstadt von Aachen fließen. Sie gehört zum Bachsystem der Wurm, die den Aachener Talkessel entwässert.

## Ursprung
Die meisten Stadthistoriker nehmen an, dass das Wasser der Paunell der Teil des Wassers des im Aachener Stadtwald am Ronheider Berg entspringenden Paubachs ist, der nicht als Pau zur Wasser- und Energieversorgung der mittelalterlichen Stadt in künstlichen Kanälen abgeleitet wurde. Es wird daher vermutet, dass der Verlauf der Paunell dem ursprünglichen Verlauf der Pau vor deren Kanalisierung entspricht. Einzelne Autoren gehen dagegen davon aus, dass Pau und Paunell bereits ursprünglich voneinander unabhängige Bäche waren.

## Geschichte
Im Jahr 1242 wird eine „Mühle auf der Ponnell“ urkundlich erwähnt, die außerhalb der Stadt lag und später Schleifmühle genannt wurde (an der heutigen Goethestraße). Das ist die älteste Nennung des Namens „Ponnell“. Innerhalb der Stadt wird der Name 1344 erstmals urkundlich erwähnt. Vorher wurde jedoch schon ein durch die Stadt fließender „rivulus“ (kleiner Bach) genannt, der höchstwahrscheinlich mit der Paunell identisch ist, da sie neben Pau und  Johannisbach der einzige Bach war, der durch das mittelalterliche Stadtgebiet floss.
Im Gegensatz zu Pau und Johannisbach floss die Paunell nicht durch die innere Stadt, die durch den inneren Mauerring umgeben war. Aus diesem Grund und wegen der geringeren Wassermenge und des geringeren Gefälles innerhalb des äußeren Mauerrings war ihre Bedeutung für die mittelalterliche Stadt geringer als die der beiden anderen Bäche. Aber auch an ihr standen drei Mühlen, die Schleifmühle an der Goethestraße, die Pulvermühle an der Mozartstraße zwischen Beethovenstraße und Boxgraben sowie die Kupfermühle an der Karmeliterstraße.
Bei der Belagerung Aachens 1248, als die äußere Stadtmauer noch nicht begonnen war, ließ Wilhelm von Holland Johannisbach, Pau und Paunell stauen und überflutete dadurch einen Großteil des Stadtgebiets, um Aachen zur Aufgabe zu zwingen.

## Historischer Verlauf

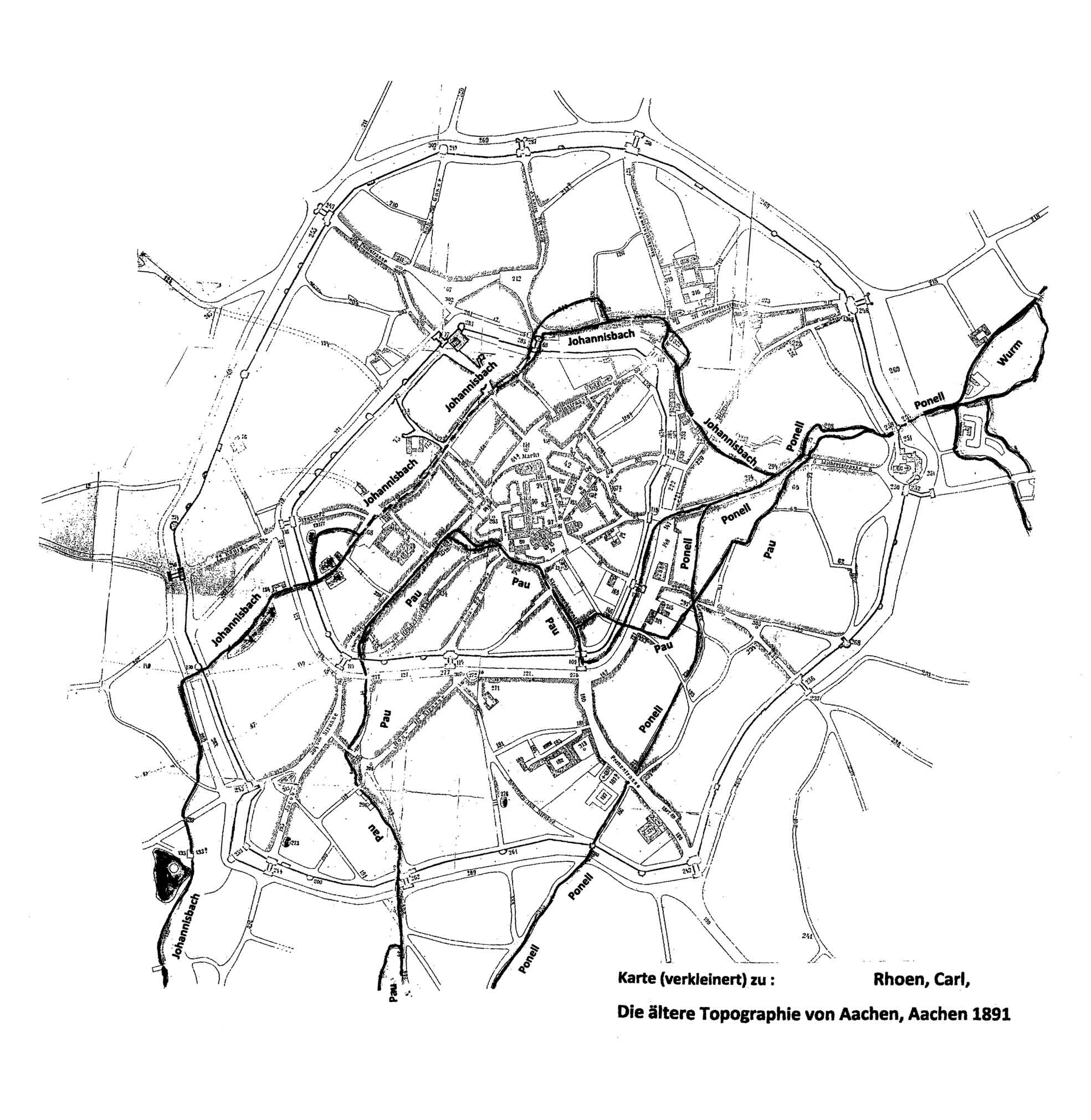
Historische Karte Aachens mit Bachverläufen

Nach dem Abzweigen des Wassers für die Pau floss die Paunell im Mittelalter weiter zum Hangeweiher und von dort aus ungefähr entlang Goethe- und Mozartstraße zur äußeren Stadtmauer. Dort trat sie unter dem Großen Pounellenturm hindurch in die mittelalterliche Stadt ein. Der Verlauf ging weiter entlang der Karmeliterstraße (früher Pounellengasse genannt) und einem Teil der Franzstraße. Dann bog sie ab und lief parallel zum inneren Mauerring hinter dem Theater vorbei zur Wirichsbongardstraße, wo sie von der Pau überquert wurde, und weiter zur Adalbertstraße. Dort nahm sie das Wasser auf, das von der Pau durch den Stadtgraben geleitet wurde. An der Stelle des Willy-Brandt-Platzes, wo im Mittelalter die unter anderem von der Familie Amya betriebene Pletschmühle stand und heute der Kugelbrunnen steht, vereinigte sie sich mit dem Johannisbach, etwas weiter zum Kaiserplatz hin mit der Pau. Nördlich des Kaiserplatzes verließen die drei vereinigten Bäche die mittelalterliche Stadt durch den Wasserturm und mündeten kurz danach in die Wurm.

## Heutiger Verlauf
Die Paunell verläuft heute vom Hangeweiher aus gemeinsam mit der Pau unterirdisch kanalisiert durch die Stadt. Der gemeinsame Kanal folgt dabei bis zur Franzstraße in etwa dem historischen Verlauf der Paunell, wird dann aber die Franzstraße ganz hinuntergeführt und verläuft entlang Kapuzinergraben und Friedrich-Wilhelm-Platz zur Peterstraße. Unter der Peterstraße vereinigen sich Pau/Paunell mit dem Johannisbach, um kurz darauf in die Wurm zu münden. Die Wurm tritt am Europaplatz wieder an die Oberfläche.